# Jan-Werner Müller

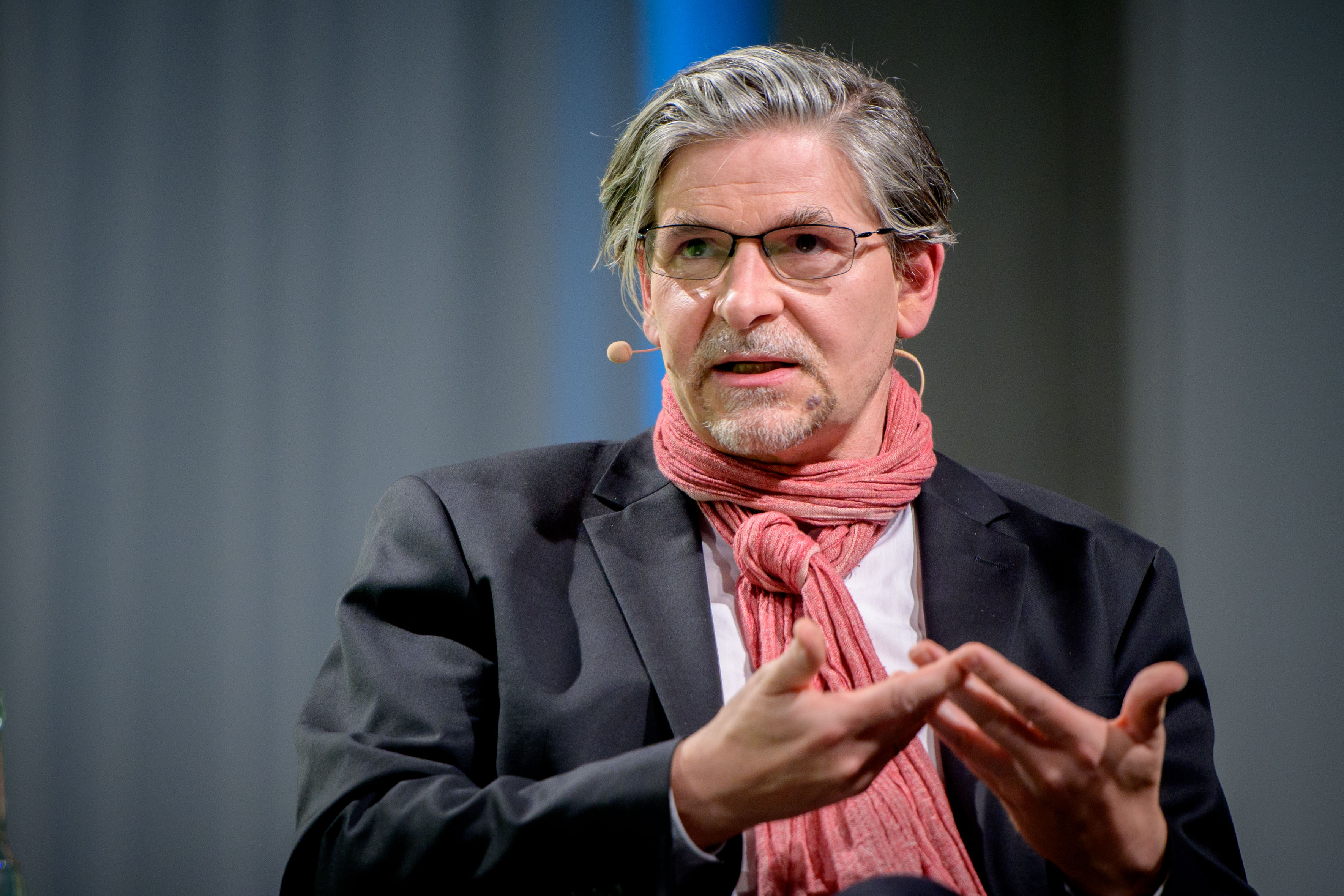
Jan-Werner Müller (2021)

Jan-Werner Müller (* 1970 in Bad Honnef) ist ein deutscher Politikwissenschaftler und Professor an der Princeton University.

## Leben
Jan-Werner Müller studierte an der FU Berlin, am University College London, am St Antony’s College der University of Oxford und an der Princeton University. Von 1996 bis 2003 war er Fellow am All Souls College in Oxford, von 2003 bis 2005 Fellow am European Studies Centre des St Antony’s College. Seit 2005 lehrt er in Princeton Politische Theorie und Ideengeschichte.
Müller war Gastwissenschaftler am Collegium Budapest Institute of Advanced Study, am Remarque Institute der NYU, am Center for European Studies der Harvard University sowie am Robert Schuman Centre for Advanced Studies des European University Institute in Florenz. Als Gastprofessor lehrte er in Paris an der École des Hautes Études en Sciences Sociales und am Institut d’études politiques.
Müller ist Mitgründer des European College of Liberal Arts (ECLA), Berlin.

## Schriften (Auswahl)
- Another Country. German Intellectuals, Unification and National Identity. Yale University Press, New Haven CT u. a. 2000, ISBN 0-300-08388-2.
- A Dangerous Mind. Carl Schmitt in Post-War European Thought. Yale University Press, New Haven CT u. a. 2003, ISBN 0-300-09932-0.
  - Deutsche Ausgabe: Ein gefährlicher Geist. Carl Schmitts Wirkung in Europa. Wissenschaftliche Buchgesellschaft, Darmstadt 2007, ISBN 978-3-534-19716-3.
- als Herausgeber: Memory and Power in Post-War Europe. Studies in the Presence of the Past. Cambridge University Press, Cambridge u. a. 2002, ISBN 0-521-80610-0.
- als Herausgeber: German Ideologies since 1945. Studies in the Political Thought and Culture of the Bonn Republic. Palgrave Macmillan, New York NY u. a. 2003, ISBN 0-312-29579-0.
- Constitutional Patriotism. Princeton University Press, Princeton NJ u. a. 2007, ISBN 978-0-691-11859-8.
  - Deutsche Ausgabe: Verfassungspatriotismus. (= Edition Suhrkamp, Nr. 2612). Suhrkamp, Berlin 2010, ISBN 978-3-518-12612-7.
- Contesting Democracy. Political Ideas in Twentieth-Century Europe. Yale University Press, New Haven CT u. a. 2011, ISBN 978-0-300-19412-8.
  - Deutsche Ausgabe: Das demokratische Zeitalter. Eine politische Ideengeschichte Europas im 20. Jahrhundert. Suhrkamp, Berlin 2013, ISBN 978-3-518-58585-6.
- Wo Europa endet. Ungarn, Brüssel und das Schicksal der liberalen Demokratie. Suhrkamp, Berlin 2013, ISBN 978-3-518-06197-8.[2]
- What Is Populism? University of Pennsylvania Press, Philadelphia PA 2016, ISBN 978-0-8122-4898-2.
  - Deutsche Ausgabe: Was ist Populismus? Ein Essay. Suhrkamp, Berlin 2016, ISBN 978-3-518-12697-4.
  - Kurzfassung: The rise and rise of populism? (pdf-download)
- Furcht und Freiheit. Für einen anderen Liberalismus. Suhrkamp, Berlin 2019, ISBN 978-3-518-07513-5.
- Freiheit, Gleichheit, Ungewissheit: Wie schafft man Demokratie? Suhrkamp, Berlin 2021, ISBN 978-3-518-42995-2.

## Auszeichnungen
2019: Bayerischer Buchpreis, Kategorie Sachbuch für Furcht und Freiheit. Für einen anderen Liberalismus (Suhrkamp)